# Ramón Cercós Pérez
Ramón Cercós Pérez (Valencia, 1936-10 de diciembre de 2010) fue un músico, director de orquesta, compositor y pianista español.

## Biografía
Nacido en la ciudad de Valencia el 17 de octubre de 1936, comenzó sus estudios en materia musical en el Conservatorio Superior de Música de Valencia, bajo el maestrazgo de profesores de la entidad de Eduardo López Chávarri, Enrique Domínguez, Enrique Gomar, Daniel de Nueda, Leopoldo Magenti y Manuel Palau, entre otros. En materia de dirección y composición, en el Conservatorio Superior de Madrid, fue discípulo de José Iturbi y Victorino Echevarría.
Ocupando la plaza de organista de la capilla del Patriarca de Valencia casi veinte años, más tarde pasó a desempeñar la dirección de ésta. Director de los Coros de la Ópera de la Asociación Valenciana de Amigos de la Ópera (A.V.A.O.) y Maestro Interno durante siete temporadas, llegó a representar más de una cuarentena de óperas, colaborando con inolvidables maestros como Nino Vercchi, Gianfranco Massini, Enrique Belenguer Estela, Nicola Rescigno, Armando Gatto, Gianfranco Rivoli o Giusseppe Morelli. También tuvo la oportunidad de dirigir a los grandes cantantes del mundo de la lírica de su tiempo, Montserrat Caballé, Placido Domingo, Juan Pons, José Carreras, Alfredo Kraus, Humberto Grilli, Gena Dimitrova, Bianca Berini o Mateo Manuguerra.
Gran pianista y organista, acompañó asiduamente a agrupaciones como la Orquesta Municipal de Valencia, Orfeón Universitario, Coral polifónica, Coro María Teresa Oller, etc., realizando cuantiosos conciertos y audiciones por toda la Comunidad Valenciana. Destacó como uno de los grandes compositores valencianos de su tiempo, con un repertorio variadísimo, tanto polifónico, sacro, lírico-sinfónico como de obras para piano, órgano y orquesta.
Más tarde trabajó para La Asociación Valenciana Amigos de la Zarzuela (A.V.A.Z), siendo Director de la misma con grandísimo éxito de crítica y público, con títulos como Katiusca, La leyenda del Beso, La Gran Vía, Gigantes y Cabezudos, La Dolorosa, La Reina Mora, una Antología de Maestro Serrano y La Corte de Faraón.
Durante sus últimos años de vida profesional compaginó su labor como profesor de música con la dirección del Coro Ramón Cercós, creado en su honor y que llegó a alcanzar un altísimo nivel musical, actuando por numerosísimos escenarios y colaborando con la Asociación Valenciana Amigos del Teatro (A.V.A.T) y en el Teatro Olympia de Valencia con Zarzuelas como La Dolorosa, La Reina Mora, Los Claveles, etc. y numerosos recitales tanto del género Lírico como de Musicales y Villancicos.
Murió en Valencia, el 10 de diciembre de 2010.

## Obras relevantes

### Música sacra
- "Aleluya". Para coro y acompañamiento de orquesta.
- "Caro mea". Para coro y acompañamiento de orquesta (1986).
- "Ecce panis angelorum". Para solo de tenor y barítono, coro y acompañamiento de órgano.
- "Canto al Espíritu Santo". Para cuatro voces mixtas con acompañamiento de órgano (1993).
- "Ave María". Para solo de tenor o soprano, coro y acompañamiento de órgano (1994).
- "Bendición de los esposos". Para cuatro voces mixtas y acompañamiento de órgano (1990).
- "Ave María". Para solo de barítono y acompañamiento de órgano.
- "Miserere". Para solo de tenor y acompañamiento de órgano.
- "Panis angelicus". Para solo de tenor, coro y acompañamiento de órgano.
- "Aleluya", canto interlecional. A cuatro voces mixtas con acompañamiento de órgano (1993).
- "La Esperanza". Para tenor o soprano solista y coro mixto con acompañamiento de órgano y orquesta (1996).
- "Caro cibus". Para solo de soprano, tenor, contralto y bajo y acompañamiento de órgano.
- "Domine". Para coro y acompañamiento de órgano.
- "Lauda sion". Para coro y acompañamiento de órgano.
- "Himno a la Virgen de Gracia". Para tenor, coro y acompañamiento de órgano.

### Música coral
- "Es todo un regalo del cielo". A cuatro voces mixtas con acompañamiento de órgano (1998).
- "Salmo responsorial". Para solo de tenor y cuatro voces mixtas con acompañamiento de órgano (1998).
- "Canto de la paz". Para cuatro voces mixtas con acompañamiento de órgano (1998).
- "Dormiu". Villancico a cuatro voces y acompañamiento de órgano.
- "Nadala dels teuladins". Villancico a cuatro voces y acompañamiento de órgano.
- "Anem a Betlem". Villancico a cuatro voces y acompañamiento de órgano.
- "Nadal". Villancico a cuatro voces y acompañamiento de órgano.

### Canción
- "Lamento de ébano". Para voz con acompañamiento de piano.
- "A España con su Aragón". Jota para coro y acompañamiento de piano.
- "Paloma". Para tenor y acompañamiento de piano.